# Indigofera evansiana
Indigofera evansiana är en ärtväxtart som beskrevs av Burtt Davy. Indigofera evansiana ingår i släktet indigosläktet, och familjen ärtväxter. Inga underarter finns listade i Catalogue of Life.